# Nicolas Trübner
Pour les articles homonymes, voir Trübner.
Nicolas Trübner, né Nikaulaus Trübner, le 12 juin 1817 à Heidelberg (Grand-duché de Bade) et mort le 30 mars 1884 à Londres, est un libraire, directeur de publication et linguiste britannique d'origine allemande.
Il s'installe à Londres en 1843 et travaille dans le milieu de l'édition. En 1855, il publie Bibliographical Guide to American Literature qui va connaître de nombreuses rééditions. Il se rend aux États-Unis et monte un réseau de correspondants, éditeurs et auteurs américains, avec le marché du livre européen. Vers la même époque, il fonde la maison d'édition Trübner & Co, sur Paternoster Row, qu'il finit par contrôler intégralement en 1863.
Il publie en 1872, Erewhon de Samuel Butler.
Il était, à sa mort, l'un des principaux importateurs de livres étrangers sur la place de Londres.
En 1890, sa maison d'édition est absorbée par ses anciens associés, pour former Kegan Paul, Trench, Trübner & Co., Ltd.